# Magnus Nasiell
Magnus Lennart Vilhelm Nasiell, född 5 september 1929 i Stockholm, död där 1 mars 1985, var en svensk cytolog.
Magnus Nasiell var son till läkaren Vilhelm Nasiell. Efter studentexamen vid Beskowska skolan 1949 blev han student vid Karolinska Institutet och avlade en medicine kandidatexamen där 1954. 1954-1956 arbetade Nasiell som extraordinarie amanuens, 1956-1957 som förste amanuens och 1957-1960 som förste assistent vid patologiska institutet vid Sabbatsbergs sjukhus. Han blev 1959 medicine licentiat vid Karolinska Institutet och bedrev 1959-1960 cytologistudier i Tyskland. Nasiell var 1960-1963 extralärare vid patologiska institutet vid Sabbatsbergs sjukhus och var 1963-1965 underläkare där. Han blev 1965 tillförordnad biträdande överläkare vid patologiska institutet och var 1961-1969 sekreterare och från 1972 vice ordförande i Svenska föreningen för klinisk cytologi. Nasiell blev 1965 sekreterare i medicinalstyrelsens arbetsgrupp angående allmän gynekologisk-cytologisk hälsokontroll, blev sekreterare i medicinalstyrelsens rådgivande kommitté för gynekologisk hälsokontroll 1966 och biträdande överläkare vid patologiska institutet vid Sabbatsbergs sjukhus 1966. Han blev 1969 medicine doktor vid Karolinska Institutet och samma år docent i klinisk cytologi där. Från 1974 var Nasiell överläkare vid patologiska avdelningen vid Sabbatsbergs sjukhus.